# 4 Children for Sale

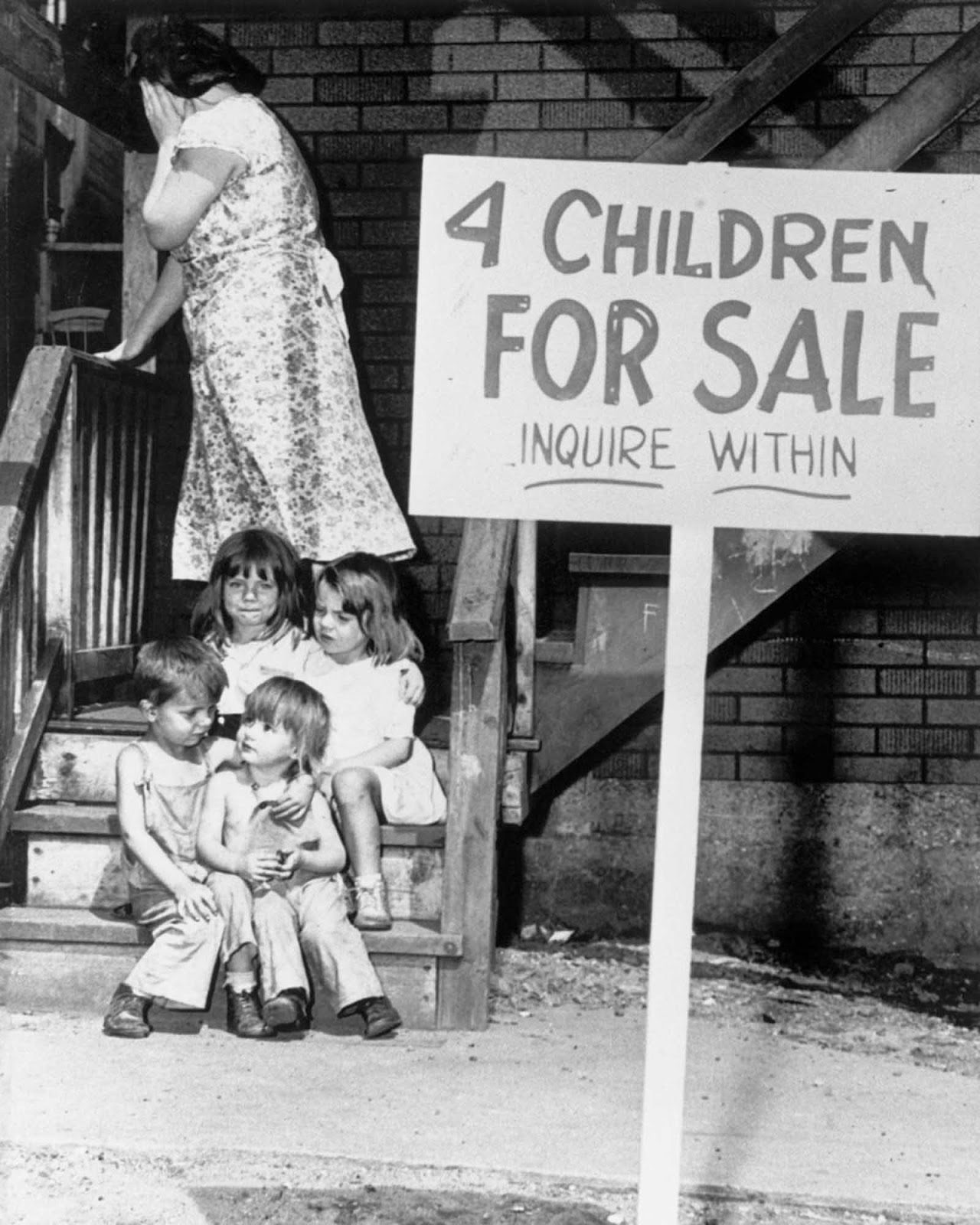
4 Children for Sale, 1948

4 Children for Sale is een zwart-witfoto van vier kinderen die te koop worden aangeboden. De foto werd gemaakt in Chicago en gepubliceerd op 5 augustus 1948 in de Vidette Times. Volgens de beschrijving in de krant was de vader een werkloze kolenwagenchauffeur en stond de familie op het punt om op straat gezet te worden. Dit had de ouders ertoe gedreven om hun kinderen te verkopen. De foto werd ook gepubliceerd in kranten in onder andere Ohio, Wisconsin, Michigan, New York, Pennsylvania, Iowa en Texas.

## De foto
Op de trap van de portiek zitten de vier kinderen van Ray en Lucille Chalifoux. De moeder draait haar hoofd weg van de camera, terwijl haar kinderen verwonderd rondkijken. Met het verkoopbord op de voorgrond van de foto worden de kinderen te koop aangeboden. Op de bovenste trede zitten Lana (6) en RaeAnn Mills (5). Hieronder zitten Milton (4) en Sue Ellen (2). Een jaar later beviel de moeder van een vijfde kind genaamd Bedford.
Het is onbekend hoelang het bord in de tuin heeft gestaan. Sommige familieleden beweerden dat de moeder betaald werd om de foto te maken. Alle kinderen op de foto, evenals het reeds ongeboren kind, werden echter binnen twee jaar verkocht aan diverse families. De moeder deed een aantal jaren beroep op overheidssteun en de vader liet het gezin in de steek. Hij verhuisde naar New Jersey vanwege een strafzaak tegen hem in Cook County, Illinois.

## Geschiedenis

### RaeAnn Mills en Milton

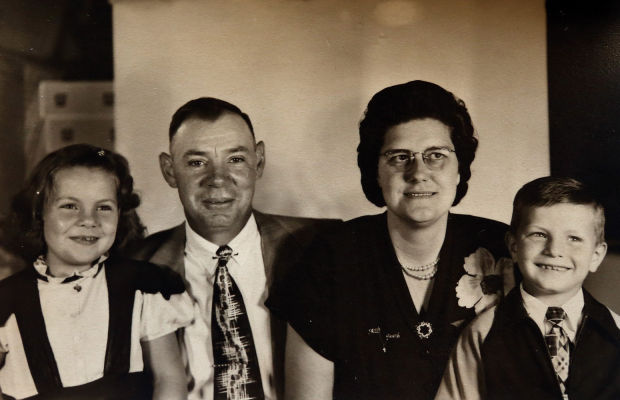
RaeAnn Mills (links) en Milton (rechts) met John en Ruth Zoeteman, 1950

Op 27 augustus 1950 werden RaeAnn Mills en haar broertje Milton verkocht aan John en Ruth Zoeteman. RaeAnns naam werd veranderd in Beverly Zoeteman en Miltons naam in Kenneth Zoeteman. De twee werden nooit officieel geadopteerd door de Zoetemans, maar jaarboekfoto's van school en latere familie-overlijdensberichten ondersteunen dat ze geadopteerd waren. De Zoetemans hadden een boerderij in De Motte, en de kinderen werden vaak vastgeketend in een schuur en gedwongen om lange dagen op het veld te werken. Milton werd een 'slaaf' genoemd door John, en regelmatig afgeranseld. Volgens John was dit om Milton in het gareel te houden. "Als je bang bent, luister je naar me."
In haar late tienerjaren werd RaeAnn Mills ontvoerd en verkracht, wat leidde tot een zwangerschap. De Zoetemans stuurde haar naar een tehuis voor ongehuwde moeders in Michigan. Ze bracht het babymeisje terug naar DeMotte. Aanvankelijk zeiden de Zoetemans dat ze de baby mocht houden, maar uiteindelijk hebben ze het kind laten adopteren toen het 6 maanden oud was. Kort hierna verliet RaeAnn Mills het huis op 17-jarige leeftijd.
Toen Milton ouder werd, begon hij steeds gewelddadiger te reageren op de mishandelingen. Een rechter beschouwde hem als een bedreiging voor de samenleving en hij werd gedwongen te kiezen tussen een psychiatrisch ziekenhuis en een reformatorische jeugdgevangenis. Gezien de horrorverhalen over jeugdgevangenissen, koos hij voor het psychiatrisch ziekenhuis. Er werd vastgesteld dat hij leidde aan schizofrenie en woedeaanvallen. In juni 1967 werd hij weer vrijgelaten. Hij overleed in december 2016.

### Bedford

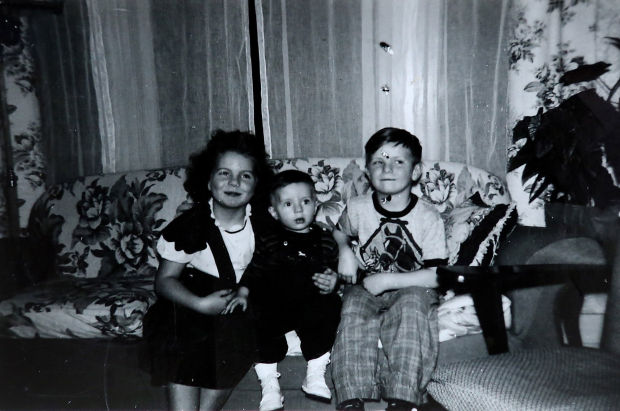
RaeAnn Mills, Bedford en Milton, 1950

Bedford werd geboren op 26 september 1949. Op 16 juli 1950 werd hij wettelijk geadopteerd door Harry en Luella McDaniel, die zelf geen kinderen konden krijgen. Ze veranderde Bedfords naam in David McDaniel. Hij groeide op in Wheatfield, een paar kilometer verwijderd van RaeAnn Mills en Milton. Af en toe bezocht hij hen per fiets. Op een keer trof hij zijn broer en zus vastgebonden in de schuur aan. Nadat hij hen had vrijgelaten volgde John Zoeteman hem naar zijn huis. Zijn adoptievader voorkwam uiteindelijk een mogelijke confrontatie tussen de jongen en de oudere man.
Bedford gaf aan dat hij een rebelse tiener was, ondanks zijn redelijk goede leven. Zijn adoptieouders leerden hem normen en waarden, maar het was een strikt christelijk gezin. Hij verliet het huis op een leeftijd van 16,5 jaar, waarna hij 20 jaar doorbracht in het leger. Sindsdien is hij vrachtwagenchauffeur in Washington.

### Lana en Sue Ellen
Er is niks bekend over de adoptie van Lana, omdat ze in 1998 overleed aan kanker. Dit was voordat de broers en zussen elkaar weer hadden gevonden.
Sue Ellen geloofde dat ze is geadopteerd door een stel met de achternaam Johnson, maar de adoptiedossiers zijn verloren gegaan bij een brand. Ze groeide op in de buurt van haar oorspronkelijke thuis. Op 9 juli 2013 overleed ze aan een longziekte.